# Adrian Minune
Adrian Simionescu (n. 24 septembrie 1974, comuna Ștefăneștii de Jos, județul Ilfov) este un cântăreț de manele, muzică țigănească și muzică lăutărească din România. 
Este de etnie romă și a cântat din copilărie muzică lăutărească și manele, luându-și numele de scenă Adrian Copilul Minune, Adrian Minune sau Adi de Vito.

## Filmografie
Adrian a participat în două filme, unde s-a jucat pe sine însuși: Gadjo dilo (1997) și Furia (2002).

## Activitate politică
Adrian Simionescu a fost consilier local al comunei ilfovene Ștefăneștii de Jos din partea PSD, poziție din care a demisionat pe 20 aprilie 2011.

## În cultura populară
La adresa lui s-au făcut numeroase referiri în presă (ziare, radio, televiziune), în cultura orală (bancuri) și chiar în film. De pildă, regizorul Cătălin Mitulescu a realizat un scurtmetraj documentar în anii de studenție, numit „Adrian Copilul Minune” (1999), în care interpretul este filmat în timp ce povestește despre sine.

## Piese de succes
| - 1992 - 1997 - Că mă rog la Precista - Eu mă rog, Doamne, la tine - Frunzuliță viorea - Ioane, Ioane - Eu n-am banii tăi - Dulce și amar - 1998 - Țiganii din țigănie - Bambina - Băiatul și fata mea - M-am născut cu mir în frunte - Am prieteni și dușmani - 1999 - Am o fată top-model - Purisanca - Ești valabil când ai bani - Fii atentă, fată - Am femei cum n-are nimeni - 2000 - Of, viața mea! – alături de Costi Ioniță - Cântă cu mine - Prinț fermecat - Amândouă femeile - Văd pe prietenii mei - Toată viața eu voi plânge - 2001 - Tu ești femeia visurilor mele - Într-un colț de mahala - Din ziua în care sunt cu tine - Așa sunt zilele mele - Nu știu, Doamne, ce-i cu mine | - 2002 - Sunt singur și plâng - Ce văd ochii mei - Băieții mei - Sunt șeful sectorului - M-ai secat la inimă - 2003 - Jumătatea vieții mele - Jumătate tu, jumătate eu - Hai, întoarce-te la mine - Două inimi - Sărută-mă pe obraz - 2004 - Ce miracol, ce minune - Chef de chef - Hatune - Stau și plâng în fața ta - Aș vrea s-ajung la inima ta - 2005 - Am și bani, am și putere - Două vorbe - Strig la cer - Numele tău de azi îl voi uita - Alo, alo - Mai lasă de la tine - 2006 - Să nu plângi, băiatul meu - Îmi plânge sufletul - Cere-mi orice - 2007 - Să cânte manelele - De mic copil - Crede lumea că-s golan - Toată dragostea din lume |